# Fernand Tovondray
Fernand Tovondray (ur. 12 maja 1944 w Beroroha) – madagaskarski lekkoatleta.
Wziął udział w igrzyskach w 1968, na których wystartował w biegu na 110 m ppł i w skoku wzwyż. W pierwszej konkurencji odpadł w pierwszej rundzie zajmując ostatnie, 7. miejsce w swoim biegu eliminacyjnym z czasem 14,9 s (15 s). W drugiej konkurencji odpadł w kwalifikacjach plasując się na 30. pozycji z wynikiem 2,03 m.
Rekord życiowy w skoku wzwyż: 2,08 m (Antananarywa, 9 grudnia 1967).